# Tumi lambayeque

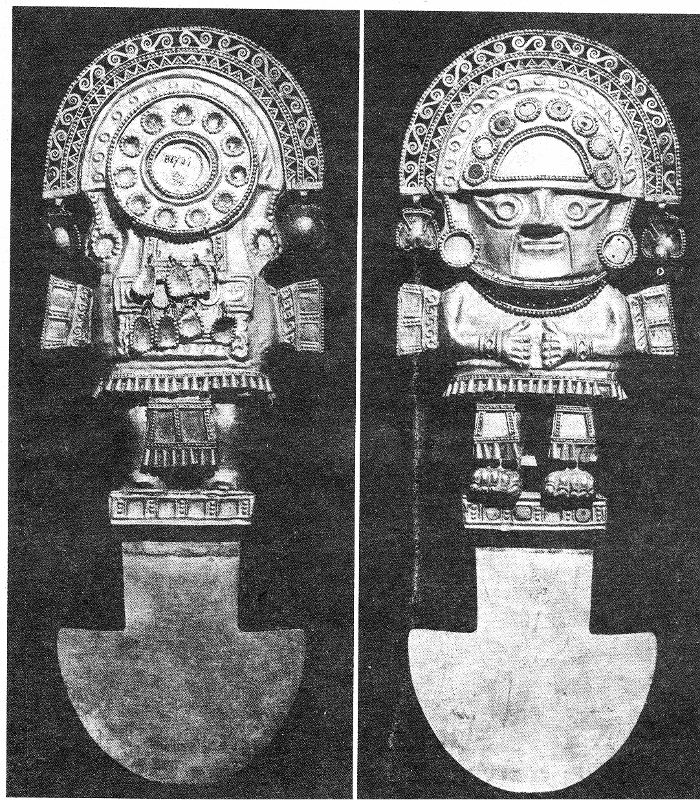
Vista posterior i anterior del Tumi lambayeque

El Tumi de Lambayeque, Tumi d'or o Ganivet d'Íllimo, era un ganivet o destral cerimonial de la cultura lambayeque (segle viii al segle xiv), tot i que durant molt de temps es va atribuir erròniament a la cultura chimor. Estava elaborat amb làmines d' amb incrustacions de pedres semiprecioses; la fulla tenia forma semicircular i l'empunyadura era una elaborada representació artística d'una deïtat, segurament del mític Naylamp esmentat en les cròniques colonials espanyoles. És l'exemplar més famós de l'orfebreria de l'Antic Perú. El van furtar el 1981 del Museu d'Antropologia i Arqueologia de Pueblo Libre.

## Etimologia
Tumi és una paraula quítxua que significa 'ganivet'. Segons Federico Kauffmann Doig, però, el Tumi de Lambayeque seria més aviat una destral, tot i que assenyala que no hauria tingut pas caràcter utilitari, sinó d'ofrena, és a dir, seria un objecte col·locat com a obsequi en la tomba d'algun personatge.
Íllimo és el nom d'una localitat de Lambayeque, propera al lloc on es va trobar aquest exemplar de l'orfebreria ameríndia.

## Descobriment
El Tumi de Lambayeque fou un dels molts objectes de metall preciós que els huaqueros (saquejadors de tombes) s'emportaren de Huaca La Ventana, del lloc arqueològic de Batán Grande, situat a la regió de Lambayeque, al nord del Perú. El va descobrir al 1936 Hipòlit Granados.
Rescatat gràcies als esforços de l'arqueòleg Juliol C. Tello el 1937, el tumi estigué uns anys al Museu Nacional d'Arqueologia, Antropologia i Història del Perú, fins que al novembre del 1981 el van furtar, amb altres peces metàl·liques. Un any després se'n trobaren algunes restes  fraccionades, perquè els lladres l'havien triturat per a vendre'n l'or al pes. El tumi pesava aproximadament uns 990 grams i era de 24 quirats. Després se'n trobar altres, i alguns d'ells es mostren ara en museus alemanys o formen part de col·leccions privades.

## Descripció
El que en seria l'empunyadura és la representació d'una deïtat antropomorfa, amb ulls ametlats, dempeus sobre una mena de pedestal, format per la fulla metàl·lica. Feia 42 cm d'alt; pesava 992 grams i estava treballada amb or de 24 quirats.
El personatge du una màscara (felina, segons Tello; o ornitomorfa, segons Kauffman). Al cap duu un enorme tocat semilunar, tractat parcialment en filigrana i amb una sèrie de boletes buides; de tots dos costats d'aquesta diadema pengen representacions d'ocells movibles. Té també incrustacions de sodalita. Del coll li penja un collaret de denes esfèriques. La resta del cos està cobert per una camisola curta, un tapall i una espècie de genolleres de les quals pengen cartutxos en forma de campaneta. A l'esquena té uns ornaments movibles que semblen imitar petxines marines i als costats té ales petites.

## Interpretació
Per la gran diadema o tocat que duu al cap, és clar que el personatge és de l'alta jerarquia. Segons alguns acadèmics, seria una figura del déu Naylamp, Naymlap o Ñanlap, el mític fundador de Lambayeque, provinent de la mar, que s'esmenta en la crònica de Miguel Cabello Valboa (1586) i en la de Modest Ruviños y Andrade (1782). Per a Kauffmann, és una deïtat unida a l'aigua (el Déu de l'Aigua andí), amb trets ornitomorfs (d'ocell).
El 2015 s'hi donà una altra hipòtesi, de l'arqueòleg Wilo Vargas, que diu: 
"El tumi representa un paisatge marí, en què el Sol té un rol protagonista, perquè se'l representa en el moment en què entra a l'inframon en arribar el capvespre (considerant que la mar és la porta més gran del món subterrani). La forma antropomorfa és la representació humana que imita o segueix al sol en aqueix màgic descens. El personatge necessita un bagatge indispensable per al desplaçament, i es vesteix amb atributs sobrenaturals que li permetran fer-lo: una màscara que li donarà la facultat de poder veure en la foscor, anelles amb imatges d'aus marines que poden entrar a la mar i, potser, allò que s'ha interpretat com ales serien unes aletes per a moure's en les extenses àrees aquoses de l'inframon. Per a l'artista de Lambayeque, la justificació de col·locar-hi un ganivet de base, deu ser per la qualitat que té de penetrar en un cos, perquè les persones, en morir, simbòlicament s'introdueixen en el cos de la terra o pachamama.
Robatori i pèrdua
El 1981, el tumi d'or i altres 220 peces d'or i argent foren furtades del Museu Nacional d'Arqueologia, Antropologia i Història de Pueblo Libre. Tot i ser en una arcada, els lladres descobriren una reixa sota una estora a l'entrada de l'avantsala de la Direcció del Museu, que donava a un conducte de ventilació i anava directe a l'arcada. Els lladres sabien que aqueixa nit el director havia de viatjar al Brasil i ho aprofitaren per fer-hi el robatori. Just quan estava a punt de dirigir-se a l'aeroport, el director fou informat del robatori, i tornà al museu, amb la policia i els periodistes. Increïblement, l'alarma no havia pas tocat a temps, i la policia hi havia arribat molt tard, malgrat que la comissaria de Pueblo Libre és a 40 m del museu.